# سيدي بوزينب
سيدي بوزينب  (بالإنجليزية: SIDI BOUZINEB) هي جماعة قروية تابعة لإقليم الحسيمة ضمن جهة الحسيمة طنجة تطوان بالمغرب. بلغ مجموع عدد سكان  سيدي بوزينب حسب إحصاءات 2014 حوالي 3711 نسمة يعيشون في 630 أسرة.

## إحصاء عام
| السنة | عدد السكان | عدد الأسر | عدد الأجانب |
| ----- | ---------- | --------- | ----------- |
| 1994  | 5861       | 797       | 0           |
| 2004  | 4888       | 706       | 0           |
| 2014  | 3711       | 630       | 0           |